# Charles McMurtrie

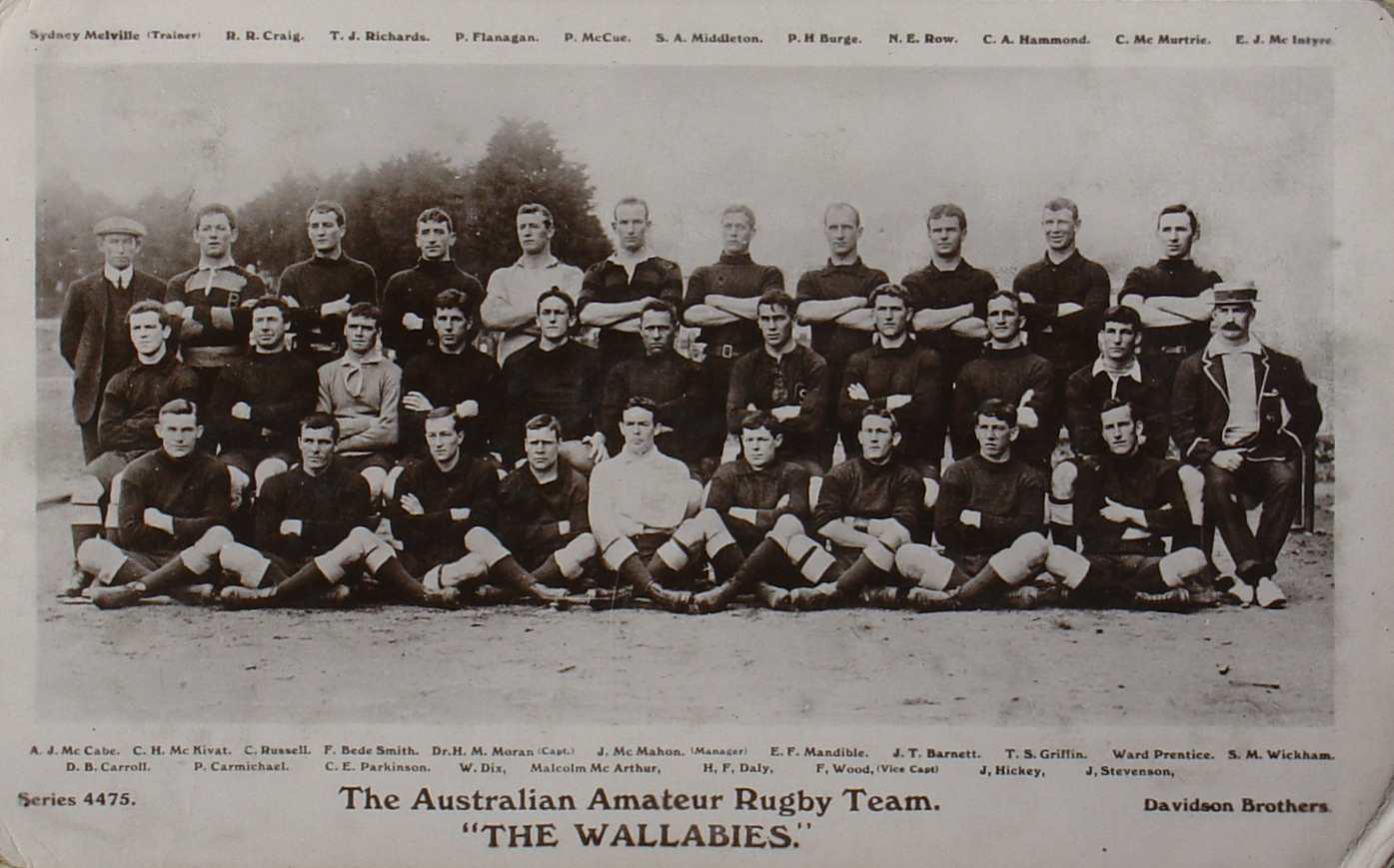
Wallabies z 1908 roku

Charles Herbert McMurtrie (ur. 1 maja 1878 w Orange, zm. 9 sierpnia 1951 w Burwood) – australijski rugbysta podczas kariery występujący w obu odmianach tego sportu, olimpijczyk, zdobywca złotego medalu w turnieju rugby union na Letnich Igrzyskach Olimpijskich w 1908 roku w Londynie.

## Kariera sportowa

### Rugby union
W trakcie kariery sportowej związany był z klubem Orange, a także został wybrany do stanowej drużyny Nowej Południowej Walii, w której rozegrał 5 spotkań.
W latach 1908–1909 wziął udział w pierwszym w historii tournée reprezentacji Australii do Europy i Ameryki Północnej. Zagrał w odbywającym się wówczas turnieju rugby union na Letnich Igrzyskach Olimpijskich 1908. W rozegranym 26 października 1908 roku na White City Stadium spotkaniu Australijczycy występujący w barwach Australazji pokonali Brytyjczyków 32–3. Jako że był to jedyny mecz rozegrany podczas tych zawodów, oznaczało to zdobycie złotego medalu przez zawodników z Australazji.

### Rugby league
Po powrocie z północnej półkuli wraz z trzynastoma innymi zawodnikami porzucił status amatora i związał się z zawodową rugby league. Występował w rozgrywkach New South Wales Rugby League z drużyną Balmain Tigers w latach 1911–1915, w sezonie 1915 zdobywając mistrzostwo ligi, a w roku 1911 został na jedno spotkanie wybrany do reprezentacji stanu.
Wraz z reprezentacją Australii udał się na tournée na Wyspy Brytyjskie występując w ośmiu spotkaniach, nie zagrał jednak w żadnym testmeczu.